# Nobuyuki Oishi (fodboldspiller, født 1974)
Nobuyuki Oishi (født 23. maj 1974) er en tidligere japansk fodboldspiller.
Han har spillet for flere forskellige klubber i sin karriere, herunder Yokohama Flügels.